# RFL Championship 1951-52
El Championship de 1951-52 fue la 57.º edición del torneo de rugby league más importante de Inglaterra.

## Formato
Los equipos se enfrentaron en formato de todos contra todos, los primeros cuatro equipos clasificaron a postemporada.
Se otorgaron 2 puntos por cada victoria, 1 por el empate y 0 por la derrota.

## Desarrollo

### Tabla de posiciones
| Pos. | Equipo               | Encuentros | Encuentros | Encuentros | Encuentros | Puntos |
| Pos. | Equipo               | PJ         | PG         | PE         | PP         | Puntos |
| ---- | -------------------- | ---------- | ---------- | ---------- | ---------- | ------ |
| 1    | Bradford Northern    | 36         | 28         | 1          | 7          | 57     |
| 2    | Wigan Warriors       | 36         | 27         | 1          | 8          | 55     |
| 3    | Hull FC              | 36         | 26         | 1          | 9          | 53     |
| 4    | Huddersfield Giants  | 36         | 26         | 0          | 10         | 52     |
| 5    | Oldham RLFC          | 36         | 25         | 1          | 10         | 51     |
| 6    | Warrington Wolves    | 36         | 24         | 1          | 11         | 49     |
| 7    | Leigh Centurions     | 36         | 23         | 2          | 11         | 48     |
| 8    | Workington Town      | 36         | 23         | 0          | 13         | 46     |
| 9    | Hunslet FC           | 36         | 22         | 1          | 13         | 45     |
| 10   | Barrow Raiders       | 36         | 21         | 2          | 13         | 44     |
| 11   | Doncaster RLFC       | 36         | 21         | 1          | 14         | 43     |
| 12   | Widnes Vikings       | 36         | 20         | 2          | 14         | 42     |
| 13   | Leeds Rhinos         | 36         | 19         | 2          | 15         | 40     |
| 14   | Swinton Lions        | 36         | 18         | 3          | 15         | 39     |
| 15   | Salford Red Devils   | 36         | 18         | 2          | 16         | 38     |
| 16   | Wakefield Trinity    | 36         | 19         | 0          | 17         | 38     |
| 17   | Batley Bulldogs      | 36         | 18         | 1          | 17         | 37     |
| 18   | Dewsbury Rams        | 36         | 18         | 0          | 18         | 36     |
| 19   | Whitehaven RLFC      | 36         | 16         | 4          | 16         | 36     |
| 20   | St Helens RFC        | 36         | 16         | 2          | 18         | 34     |
| 21   | Halifax RLFC         | 36         | 16         | 2          | 18         | 34     |
| 22   | Featherstone Rovers  | 36         | 14         | 2          | 20         | 30     |
| 23   | Broughton Rangers    | 36         | 12         | 3          | 21         | 27     |
| 24   | York FC              | 36         | 12         | 3          | 21         | 27     |
| 25   | Hull Kingston Rovers | 36         | 10         | 1          | 25         | 21     |
| 26   | Rochdale Hornets     | 36         | 10         | 1          | 25         | 21     |
| 27   | Bramley RLFC         | 36         | 10         | 1          | 25         | 21     |
| 28   | Castleford Tigers    | 36         | 8          | 1          | 27         | 17     |
| 29   | Keighley Cougars     | 36         | 8          | 1          | 27         | 17     |
| 30   | Cardiff RLFC         | 36         | 5          | 0          | 31         | 10     |
| 31   | Liverpool Stanley    | 36         | 4          | 0          | 32         | 8      |

|  | Clasificados a postemporada. |

### Postemporada

#### Semifinal
| 3 de mayo de 1952 | Bradford Northern | 18 - 15 | Huddersfield Giants |  |  |

| 3 de mayo de 1952 | Wigan Warriors | 13 - 9 | Hull FC |  |  |

#### Final
| 10 de mayo de 1952 | Bradford Northern | 6 - 13 | Wigan Warriors | Leeds Road, Huddersfield |  |

| Bandera de Inglaterra  |
| Campeón Wigan Warriors |
| Octavo título          |